# Maximiliano Gómez (Fußballspieler, 1993)
Maximiliano Gómez, vollständiger Name Maximiliano Gómez Ramos, (* 4. August 1993 in Montevideo) ist ein uruguayischer Fußballspieler.

## Karriere
Der 1,77 Meter große Defensivakteur Gómez bestritt in der Spielzeit 2013/14 für den Club Atlético Peñarol drei Spiele in der Primera División. Ein Tor erzielte er nicht. Mitte August 2014 wechselte er zum seinerzeitigen Zweitligaaufsteiger Villa Española. Dort lief er in der Saison 2014/15 28-mal in der Segunda División auf. In der Folgespielzeit 2014/15 trug er – ebenfalls ohne persönlichen Torerfolg – mit 17 Ligaeinsätzen zum Aufstieg in die Primera Division bei. Während der Saison 2016 wurde er zweimal (kein Tor) in der höchsten uruguayischen Spielklasse eingesetzt.